# Rai World Premium
Rai World Premium è un canale televisivo distribuito da Rai Com a livello mondiale.

## Storia
La diffusione del segnale avviene via satellite o via cavo con accordi stipulati con vari operatori del settore. È visibile in Australia, Canada, Stati Uniti e America centrale e meridionale.
Rai World Premium si affianca agli altri canali dell’offerta internazionale come Rai Italia, Rai News 24, Rai 1, Rai 2, Rai 3, Rai Storia e Rai Scuola.

## Palinsesto
Rai World Premium trasmette le fiction originali prodotte dalla Rai (serie, miniserie e soap opera), uguale a Rai Premium, dove trasmette la stessa programmazione. A causa della mancanza dei diritti, nel palinsesto non ci sono né cartoni animati né programmi sportivi.

## Loghi

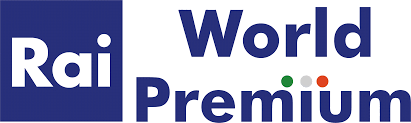
6 maggio 2013 - 10 aprile 2017
In uso dal 10 aprile 2017